# Omphalotropis guamensis
Omphalotropis guamensis is een slakkensoort uit de familie van de Assimineidae. De wetenschappelijke naam van de soort is voor het eerst geldig gepubliceerd in 1857 door Pfeiffer.